# Ploceus capensis
Ploceus capensis е вид птица от семейство Ploceidae.

## Разпространение
Видът е разпространен в Лесото, Намибия, Свазиленд и Южна Африка.

## Галерия
- Мъжки екземпляр в процеса на строене на гнездо
- Женски екземпляр на входа на гнездото
- Строене на гнезда (видео)